# Fortezza del Varignano
Die Fortezza del Varignano, auch Forte del Varignano, ist eine Festungs- und Kasernenanlage bei La Spezia in Italien. Sie ist Sitz der Spezialeinheit COMSUBIN der italienischen Marine.

## Lage und Beschreibung
Die Anlage befindet sich bei dem Ort Le Grazie, auf dem Gebiet der Gemeinde Porto Venere, auf der gleichnamigen Landzunge, die den Golf von La Spezia im Südwesten begrenzt. Sie steht somit an einem strategisch bedeutenden Ort, der die Einfahrt in den Golf und damit den Zugang zur Marinebasis La Spezia kontrolliert.
Die Festung wurde im Lauf der Zeit umgebaut; die Festungsmauern dienen heute nur noch als Begrenzung einer Kasernenanlage. Das militärische Sperrgebiet umfasst neben der kleinen Landzunge mit der Festung Varignano eine weitere, wenige hundert Meter südöstlich gelegene, sehr ähnliche Landzunge mit der sehr viel älteren Festung Santa Maria (italienisch Forte Santa Maria). Im Allgemeinen wird unter dem Begriff Varignano auch diese benachbarte ältere Festung Santa Maria mitgemeint, weil sie zur COMSUBIN-Basis gehört, deren Mittelpunkt die Kasernen der Festung Varignano sind. Noch etwas weiter südöstlich, bei der Punta Castagna, befindet sich eine ehemalige Küstengeschütz-Stellung.

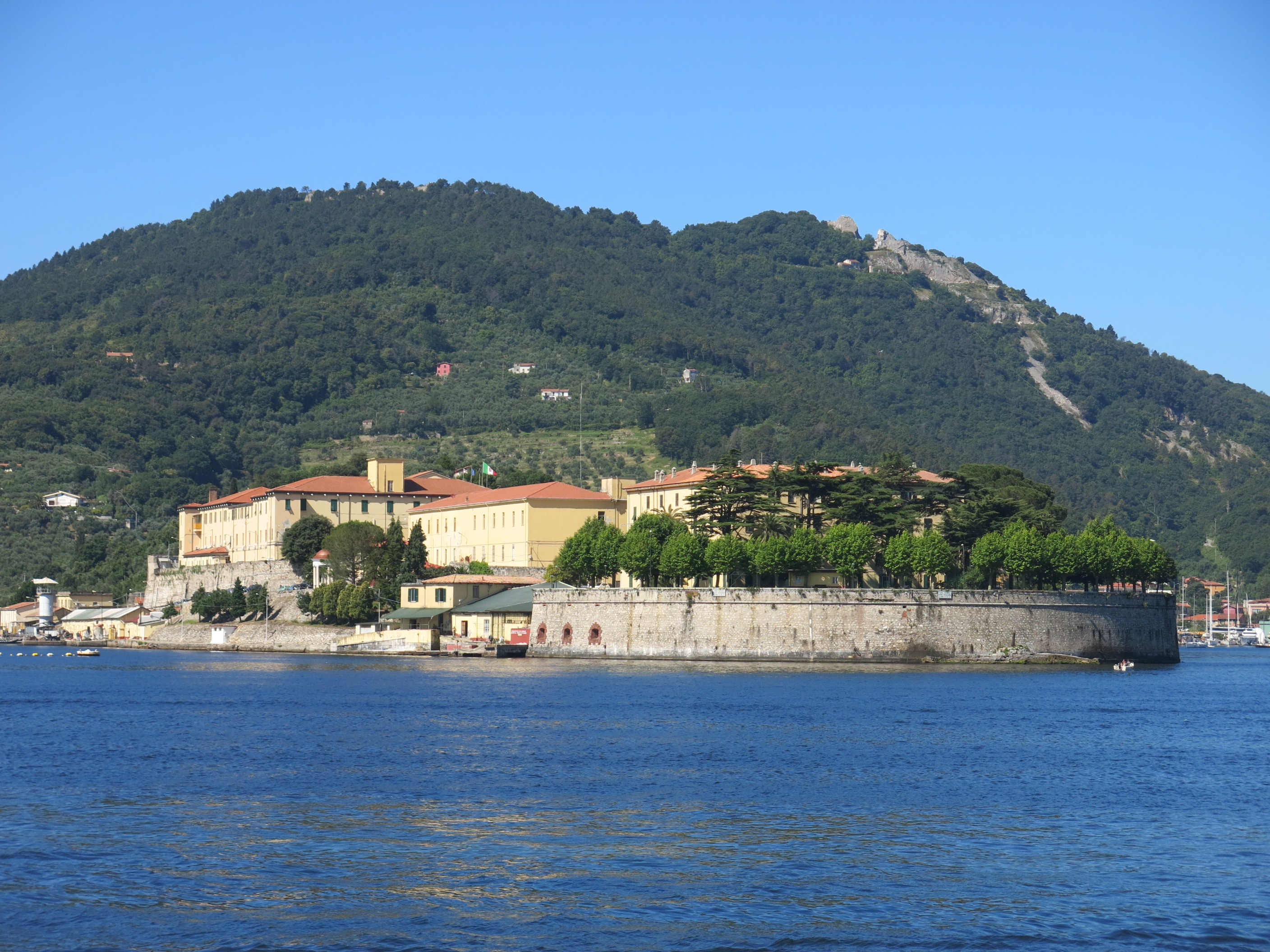
Von Osten
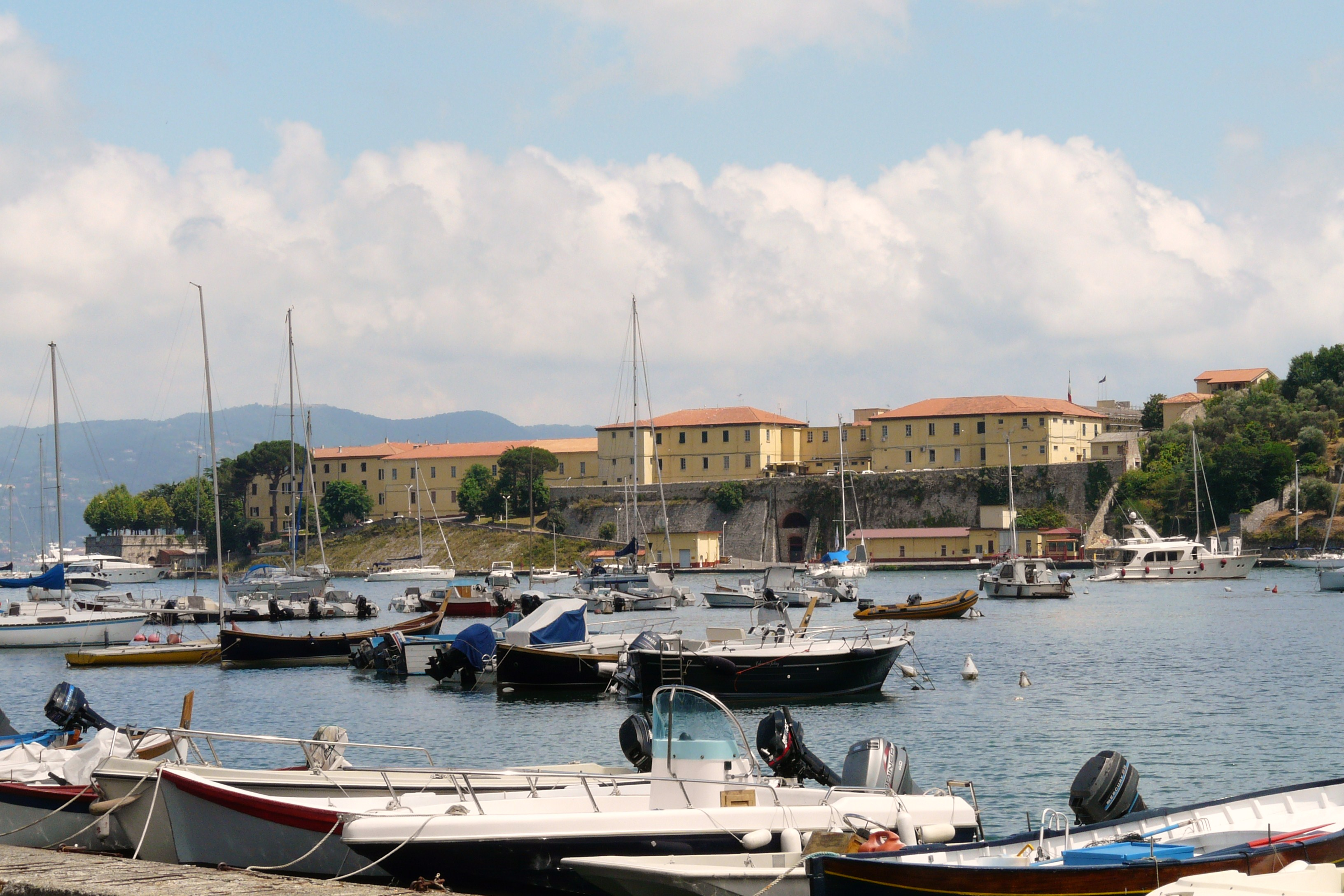
Von Nordwesten
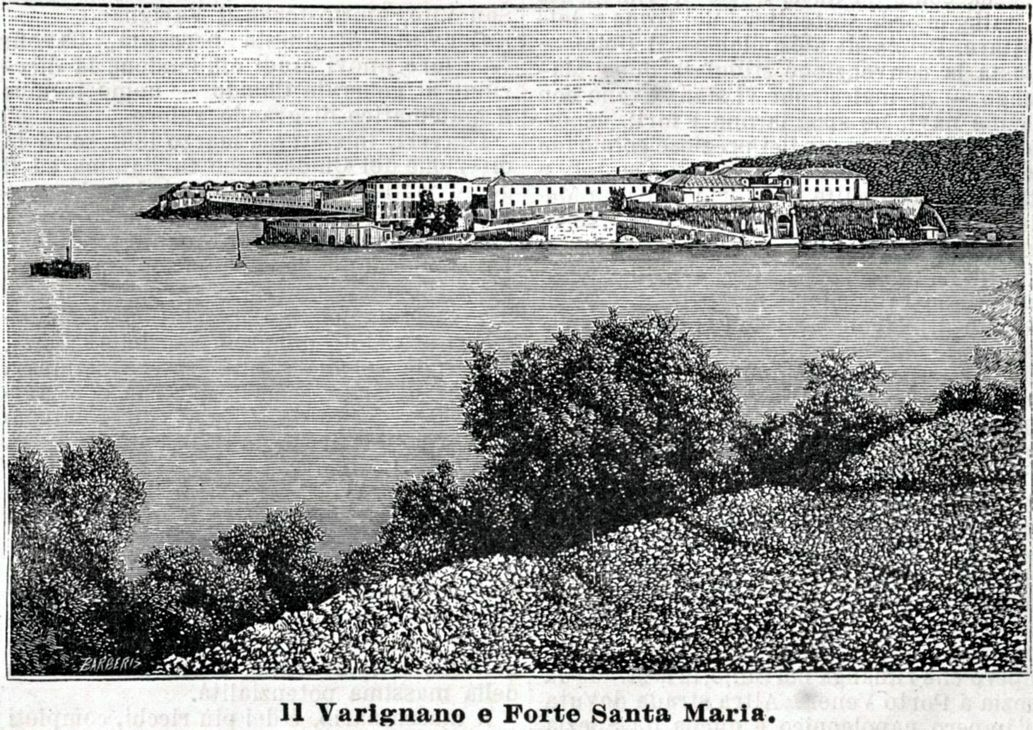
Varignano und Santa Maria, 1889
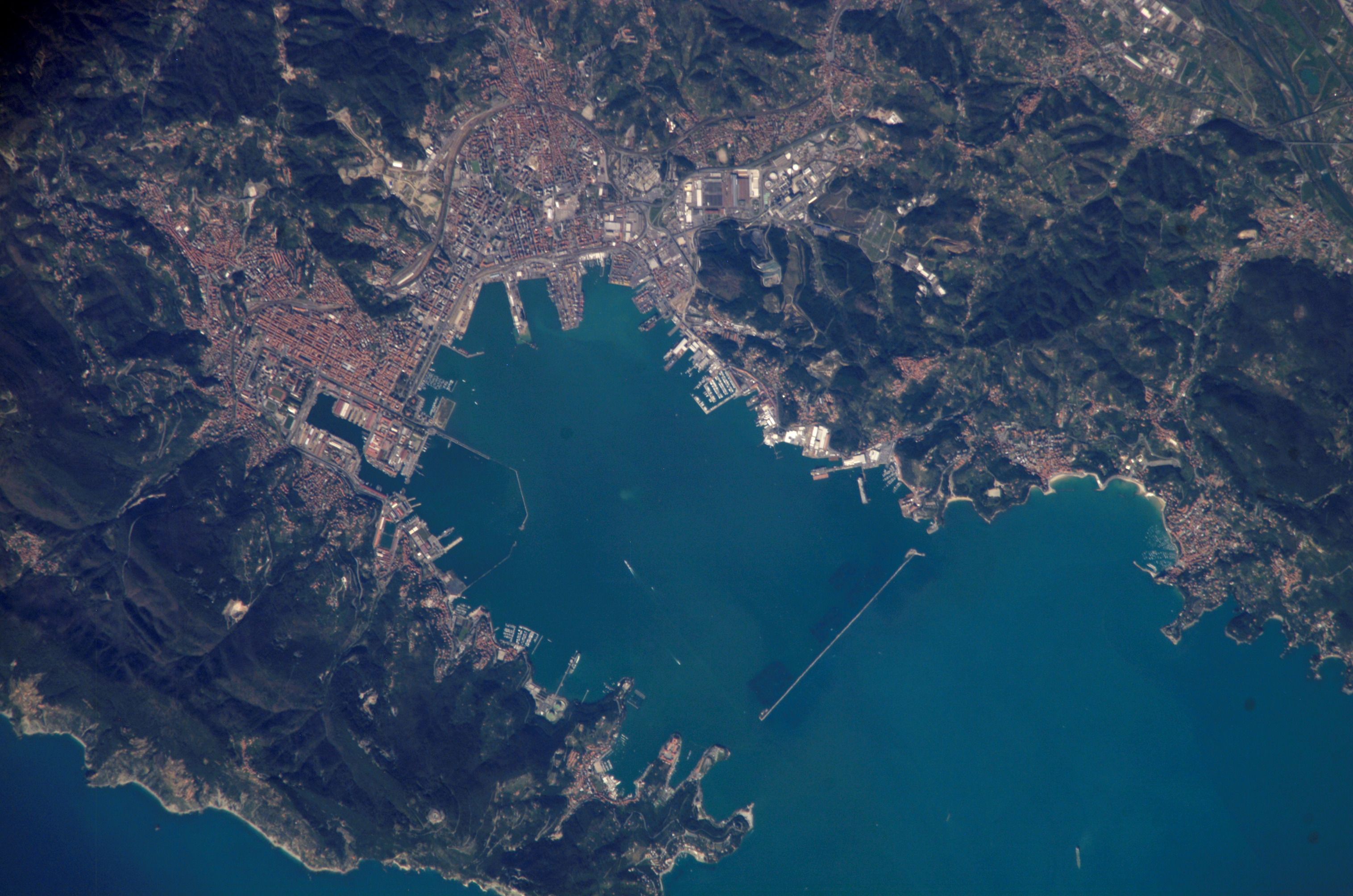
Golf von La Spezia

## Geschichte
Die Republik Genua befestigte den Golf von La Spezia seit dem 12. Jahrhundert mit einem Festungsgürtel. Die Einfahrt in den Golf sicherten insbesondere die Burgen von Porto Venere im Westen sowie Lerici und San Terenzo im Osten. Ab 1569 erbaute man bei Le Grazie, auf der kleinen Landzunge neben der heutigen Fortezza del Varignano, die Festung Santa Maria, die mit der gegenüber gelegenen Festung San Terenzo im Wesentlichen den Golf kontrollierte. Diese Festung war während der Napoleonischen Kriege im August 1799 und im März 1814 Schauplatz schwerer Kämpfe. Den Wiederaufbau übernahm das Königreich Sardinien, an das die Republik Genua gefallen war, den weiteren Ausbau das Königreich Italien in den 1880er Jahren nach dem Bau des Marinearsenals. Die dortige Batterie Garibaldi (it. Batteria Garibaldi)  hatte seinerzeit sechs 321-mm-Geschütze; im Zweiten Weltkrieg waren es sechs 152-mm-Geschütze und sechs 76-mm-Flugabwehrkanonen.
Bereits 1656 beschloss die Republik Genua, auf der benachbarten Varignano-Landzunge ein Lazarett zu errichten. Gebaut wurde es dann erst in den 1720er Jahren als Pestkrankenhaus nach einem letzten Ausbruch der Pest in Marseille und Toulon, der die Republik Genua zwar nicht in Mitleidenschaft zog, aber dennoch erheblich beunruhigte. Bei dem Lazarett entstand auch eine Küstenbatterie mit vier Geschützen. Erst 1808, während der napoleonischen Zeit, wurde La Spezia zum Kriegshafen erklärt, ohne die dafür nötige Infrastruktur zu haben. Bei den Landzungen von Le Grazie plante man damals den Bau eines Marinearsenals für die französische Marine, gebaut wurde es dann ab 1861 unter Domenico Chiodo bei La Spezia für die italienische Marine. Aus dem Lazarett auf der Varignano-Landzunge gingen ein Militärkrankenhaus und ein Militärgefängnis hervor. Im Zug des Arsenalbaus wurde der Festungsgürtel um La Spezia weiter verstärkt, wobei Chiodo persönlich nur den Ausbau der Batterie Varignano projektierte. Beim weiteren Ausbau des Festungsgürtels und der Küstengeschützstellungen in den 1880er Jahren hatte die Festung Varignano nur noch eine nachrangige Bedeutung: Mit ihren drei 57-mm-Kanonen sicherte sie nur mehr Durchfahrt zwischen der Landzunge und dem neu gebauten Wellenbrecher, der den Golf von La Spezia vor dem offenen Meer schützt. Andererseits befand sich in der Festung ab 1888 das Abschnittskommando für den äußeren Verteidigungsgürtel; das Militärkrankenhaus wurde geschlossen.
Die 1849 in Genua gegründete Tauchschule der Marine wurde 1910 in die Festung Varignano verlegt, die in der Folge zu einem bedeutenden Stützpunkt der Marinespezialkräfte wurde, nach dem Zweiten Weltkrieg dann zu deren Hauptsitz. Ab 1910 war die Festung auch Sitz anderer Ausbildungseinrichtungen der Marine.
Für Besucher wurde die Festung erstmals am 25. und 26. März 2017 geöffnet.